# Stazione di Cutro
La stazione di Cutro è una stazione ferroviaria posta sulla ferrovia Jonica. Serve il centro abitato di Cutro.

## Storia
Nel 1873 viene costruita la Galleria di Cutro la più lunga galleria della linea ferroviaria Jonica: lunga 2723 m, alta nel tratto massimo 6,47 m e larga 5,60 m.
Nel 1991 la stazione di Cutro venne trasformata in fermata impresenziata; successivamente recuperò il rango di stazione.

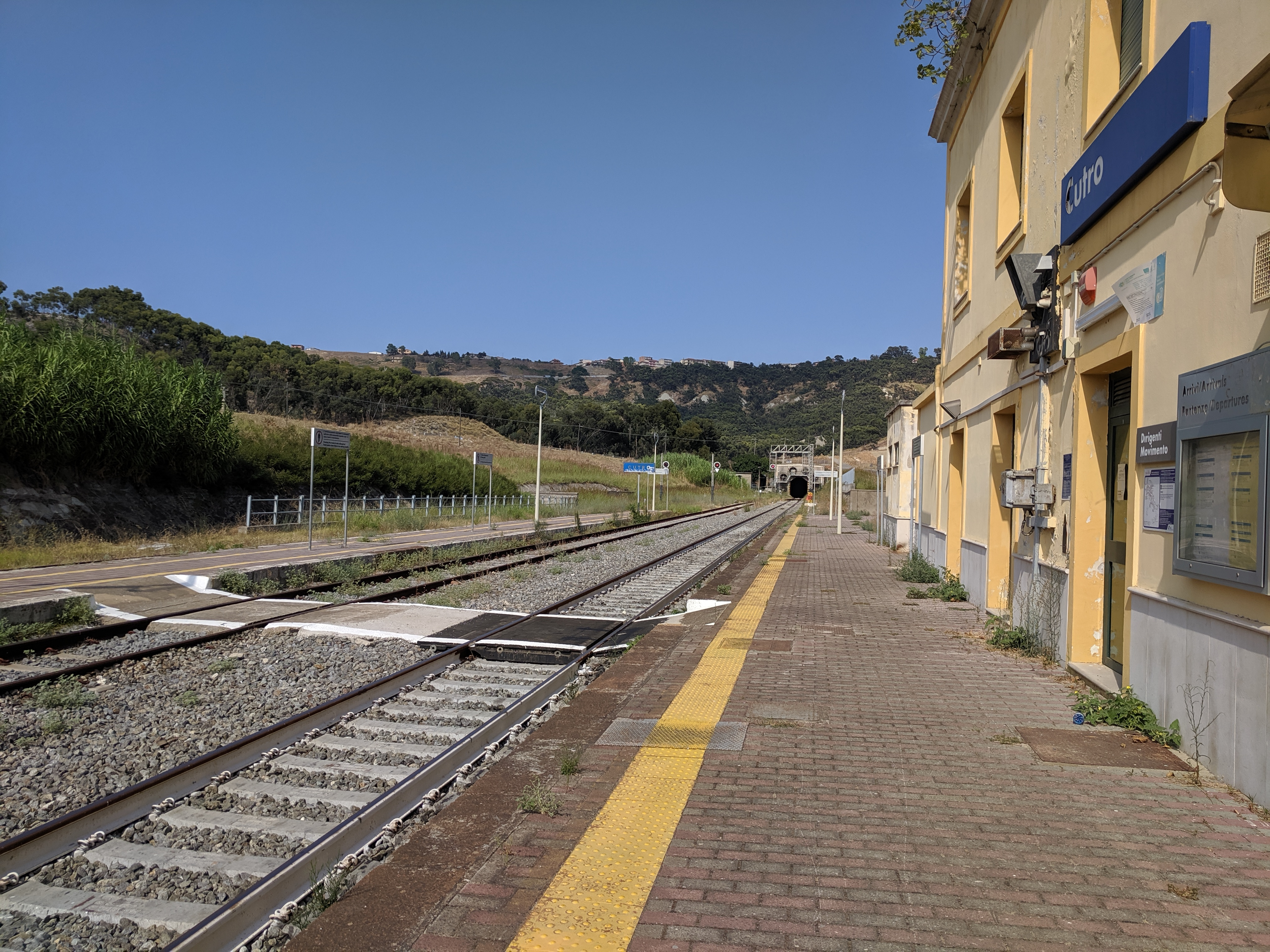
Vista binari

## Movimento
La stazione è servita unicamente da un InterCity sulla relazione Reggio Calabria - Taranto - Bari e da un regionale sulla relazione Catanzaro Lido - Sibari. Il traffico regolare è assente da molti anni.